# Генрикова книга

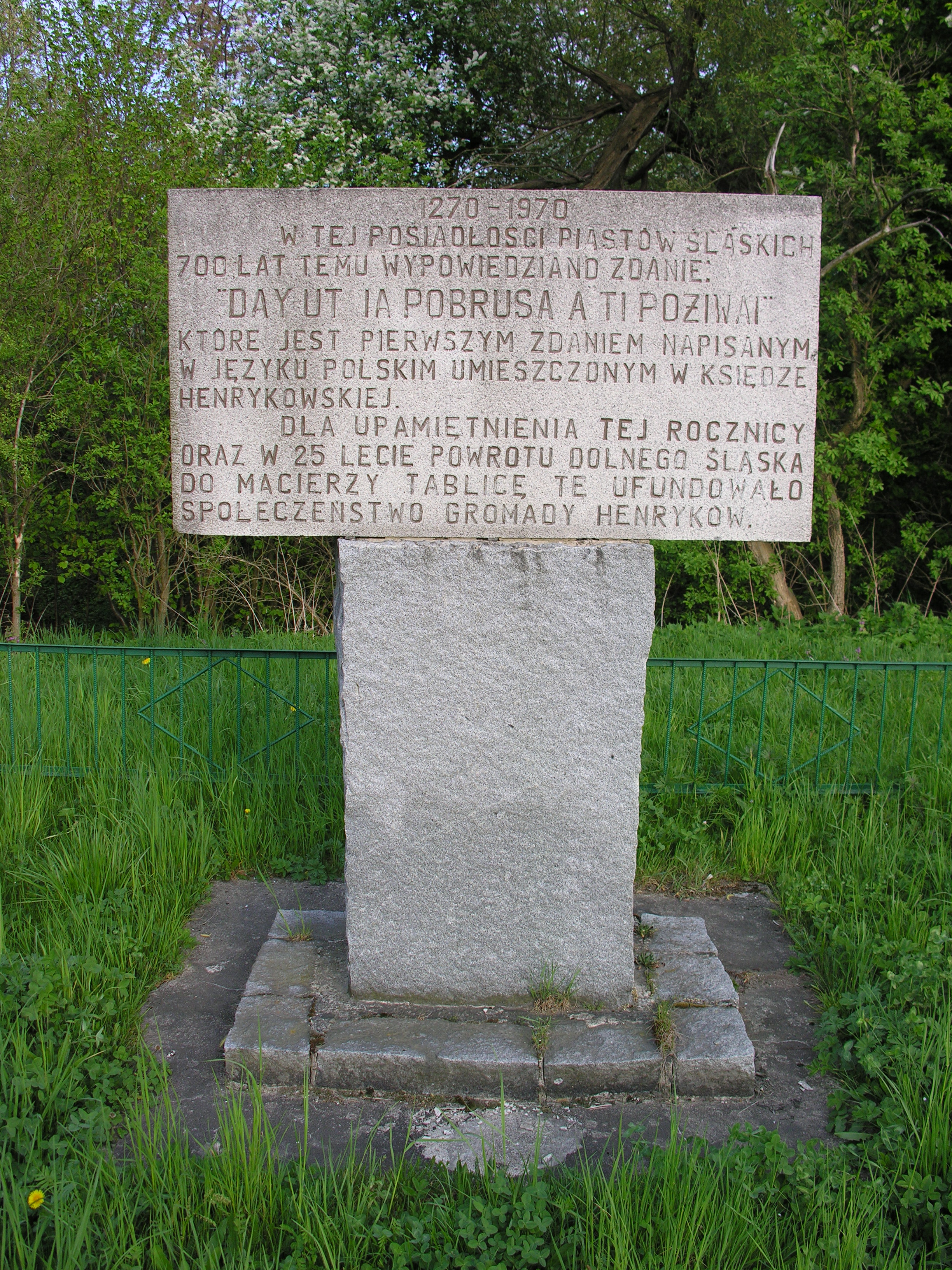
Пам'ятник Генріковій книзі в Брукаліцах

Liber fundationis claustri sanctae Mariae Virginis in Heinrichow (пол. Księga założenia klasztoru świętej Marii Dziewicy w Henrykowie або Генрікова книга Księga Henrykowska — стосторінкова, написана по-латині хроніка абатства цистерціанців в Генрікові (Нижньосілезьке воєводство). Її автор — Петро, абат монастиря. Спочатку книжка служила для опису монастирського майна (з метою підтвердження монастирських прав на нього) в зв'язку з нестабільною ситуацією (в тому числі правової), що склалася після монгольської навали 1241 року.
Перша частина писалася в 1269—1273 рр., вона описує історію монастиря від його заснування в 1227 році Генрихом Бородатим до 1259 року, частина друга доходить до 1310 року. Книжка являє собою цінний історичний, юридичний і мовний пам'ятник, в ній записано близько 120 топонімів, міститься інформація про жителів монастиря (від селян до вроцлавських єпископів), а також їх імена.
На даний момент книжка знаходиться в архіві архиєпархії Archiwum Archidiecezjalne у Вроцлаві (шифр V.7), а її копія є і в самому абатстві в Генрікові.

## Фраза по-польськи
У записах від 1270 року на аркуші 24 знаходиться фраза, яку вважають найпершою записаною фразою польською мовою:
Фраза записана наступним чином: «Day, ut ia pobrusa, a ti poziwai», в сучасній польській орфографії його можна записати так: «Daj, ać ja pobruszę, a ty poczywaj», що в перекладі з давньопольської означає «Дай, я помелю, а ти відпочинь».
Ця фраза було виголошена осілим в Нижній Сілезії чеським лицарем Богухвалом, який звертався до своєї дружини, яка молола зерно на ручних жорнах. Фраза знаходиться в описі села Брукаліце, що належить монастирю Brukalice. Сусіди, які почули ці слова, прозвали лицаря Брукалом (від звуконаслідувального дієслова brukać — виробляти шум, молоти), а його прізвисько згодом дало ім'я всьому селу.
Хоча фразу названо літописцем польською, вона містить також і силезькі риси: в дієслові pobrusa сілезьке закінчення -a (в сучасному польському -ę).